# Johan Harmen Rudolf Köhler
Johan Harmen Rudolf Köhler (Groningen, 3 juli 1818 – Atjeh, 14 april 1873) was een Nederlands generaal, die sneuvelde tijdens de Eerste Atjehexpeditie van 1873.

## Militaire loopbaan
Köhler werd in 1818 in Groningen geboren als zoon van de sergeant-majoor Johan Hendrik Köhler en Johanna Christina Bitjer. Hij trad in 1832, op 14-jarige leeftijd, toe tot de infanterie. Hij doorliep de onderofficiersrangen en vertrok in 1839 naar Indië, waar hij in het Oost-Indisch leger de officiersrangen doorliep. Als kapitein nam hij in 1856 deel aan een expeditie naar de opstandige Lampongse Districten. In januari 1857 werd hij wegens zijn verrichtingen bij die veldtocht benoemd tot ridder vierde klasse in de Militaire Willems-Orde. Bij zijn bevordering tot kolonel in 1865 werd hem het militair commando van Sumatra's Westkust en onderhorigheden opgedragen.
Köhler trouwde op 29 januari 1859 in Groningen met Johanna Antonia Alberdina Beekhuis, dochter van een houder van een Franse school.

## Eerste Atjehexpeditie
Nadat hij in januari 1873 tot generaal-majoor was benoemd, werd Köhler belast met het opperbevelhebberschap van de eerste expeditie naar Atjeh.
Bij het Verdrag van Sumatra, afgesloten tussen Nederland en het Verenigd Koninkrijk in 1871, kreeg Nederland de vrije hand in Atjeh, terwijl de voorloper, het Verdrag van Londen uit 1824, de onafhankelijkheid van het Sultanaat Atjeh nog uitdrukkelijk respecteerde. Vage geruchten dat de sultan de hulp zou hebben ingeroepen van Italië en de Verenigde Staten, plus het feit dat plaatselijke leiders in Atjeh probeerden inkomsten te genereren uit zeeroof, waren voor gouverneur-generaal James Loudon de aanleiding om Atjeh de oorlog te verklaren. Op 8 april 1873 landde de hoofdmacht van het expeditieleger onder leiding van Köhler op het strand van Atjeh. Vandaar uit begon een moeizame opmars naar de Kraton, het paleis van de sultan. De Atjehers bleken beter bewapend te zijn en een beter moreel te hebben dan de Nederlanders hadden verwacht. De troepen werden bij hun opmars voortdurend bestookt, ook 's nachts. Het terrein was onoverzichtelijk en de leiding was niet voorbereid op een guerrilla-oorlog. De mesigit (moskee) bij de hoofdstad werd veroverd, weer prijsgegeven en opnieuw veroverd. Bij de tweede verovering, op 14 april 1873, sneuvelde Köhler door een kogel in de borst. Zijn opvolger was kolonel E.C. van Daalen, die enkele dagen later na overleg met de staf van de expeditie besloot dat verder vechten zinloos was. De expeditie keerde op 25 april terug naar Java.
Het lichaam van Köhler werd in Singapore aan boord van het stoomschip Koning der Nederlanden gebracht en naar Batavia getransporteerd om er op 28 april 1873 met militaire eer begraven te worden. Koning Willem III condoleerde persoonlijk de nabestaanden tijdens zijn bezoek aan Groningen. Dit bezoek van de koning aan de vader van Köhler werd vastgelegd door de beeldend kunstenaar Johannes Hinderikus Egenberger. Köhler werd in 1954 herbegraven op de militaire begraafplaats Peutjoet.

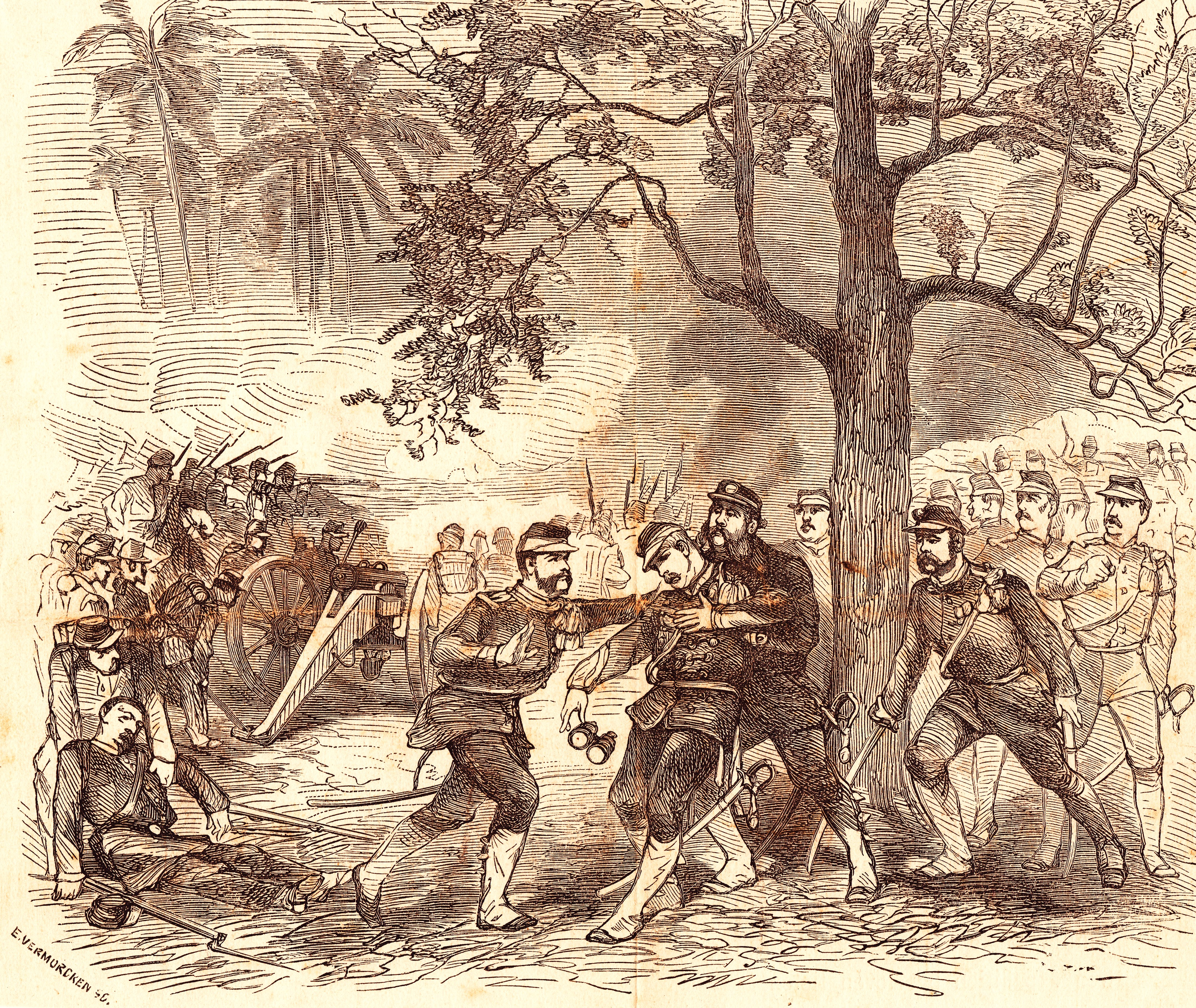
Generaal Köhler sneuvelt in de Mesigit
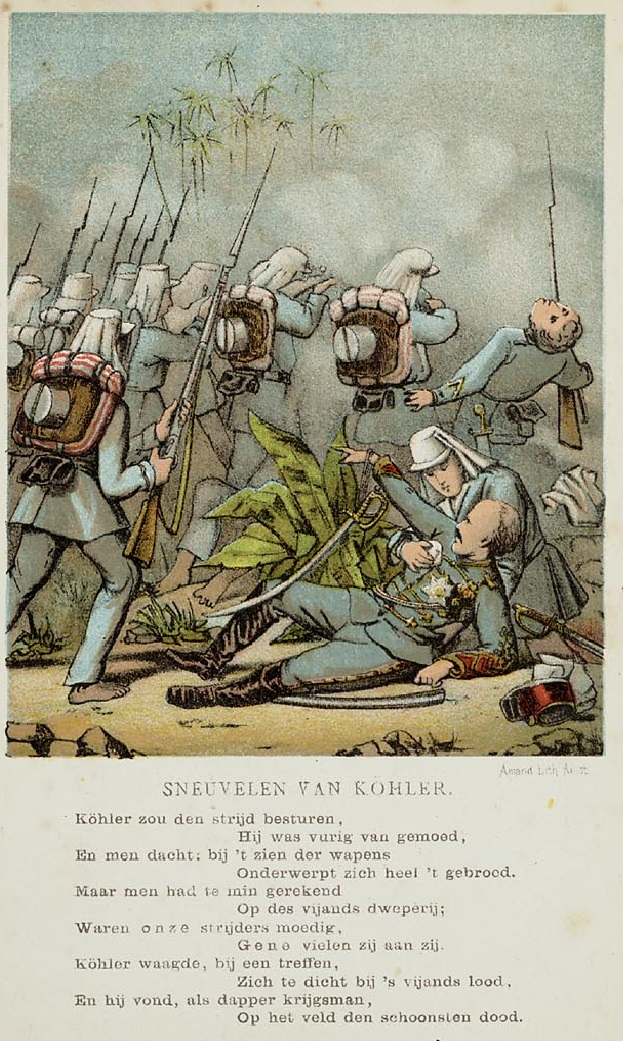
Dood van Köhler in kinderboek uit 1875
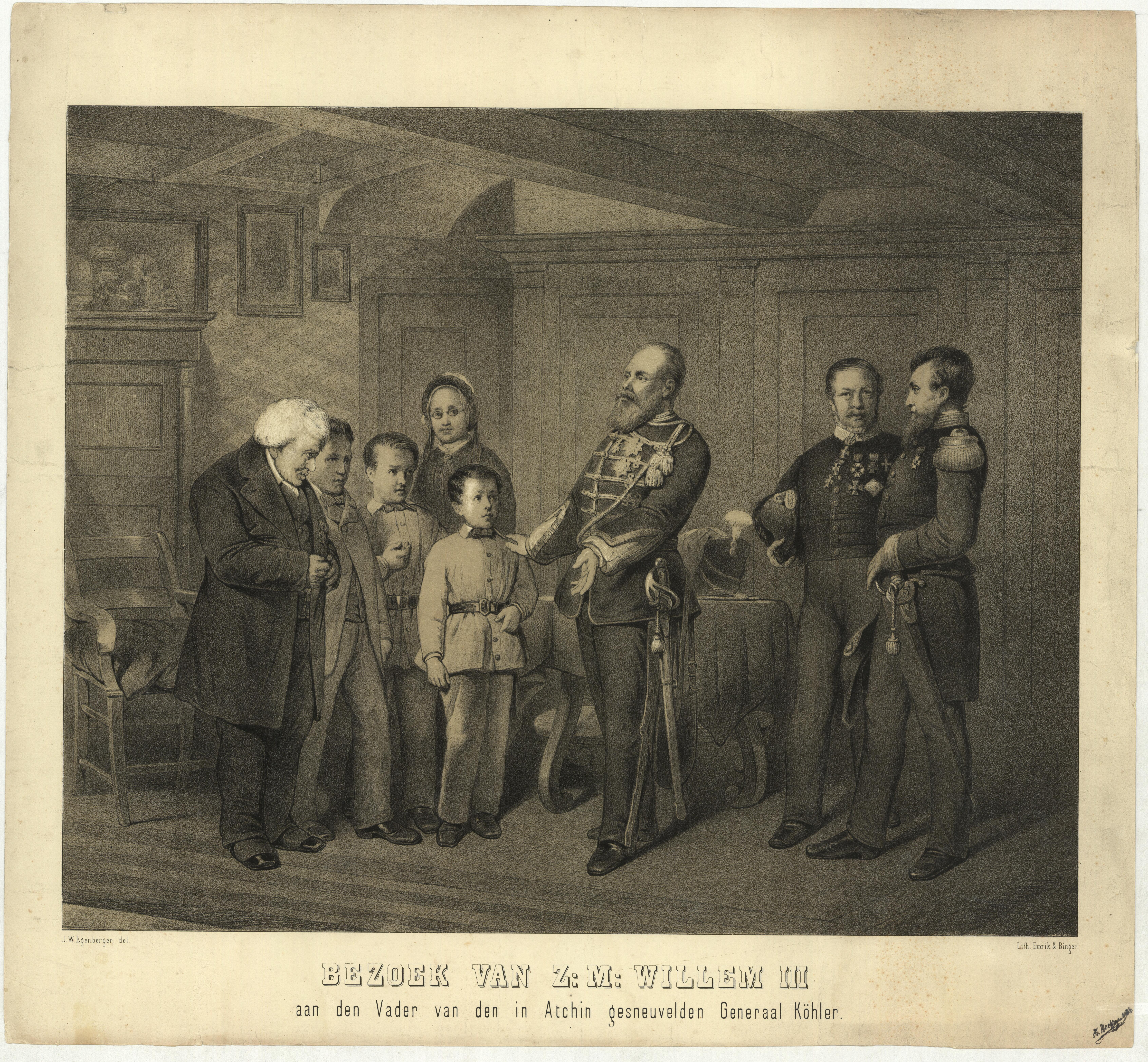
Bezoek van Willem III aan de vader van generaal Köhler door Johannes Hinderikus Egenberger
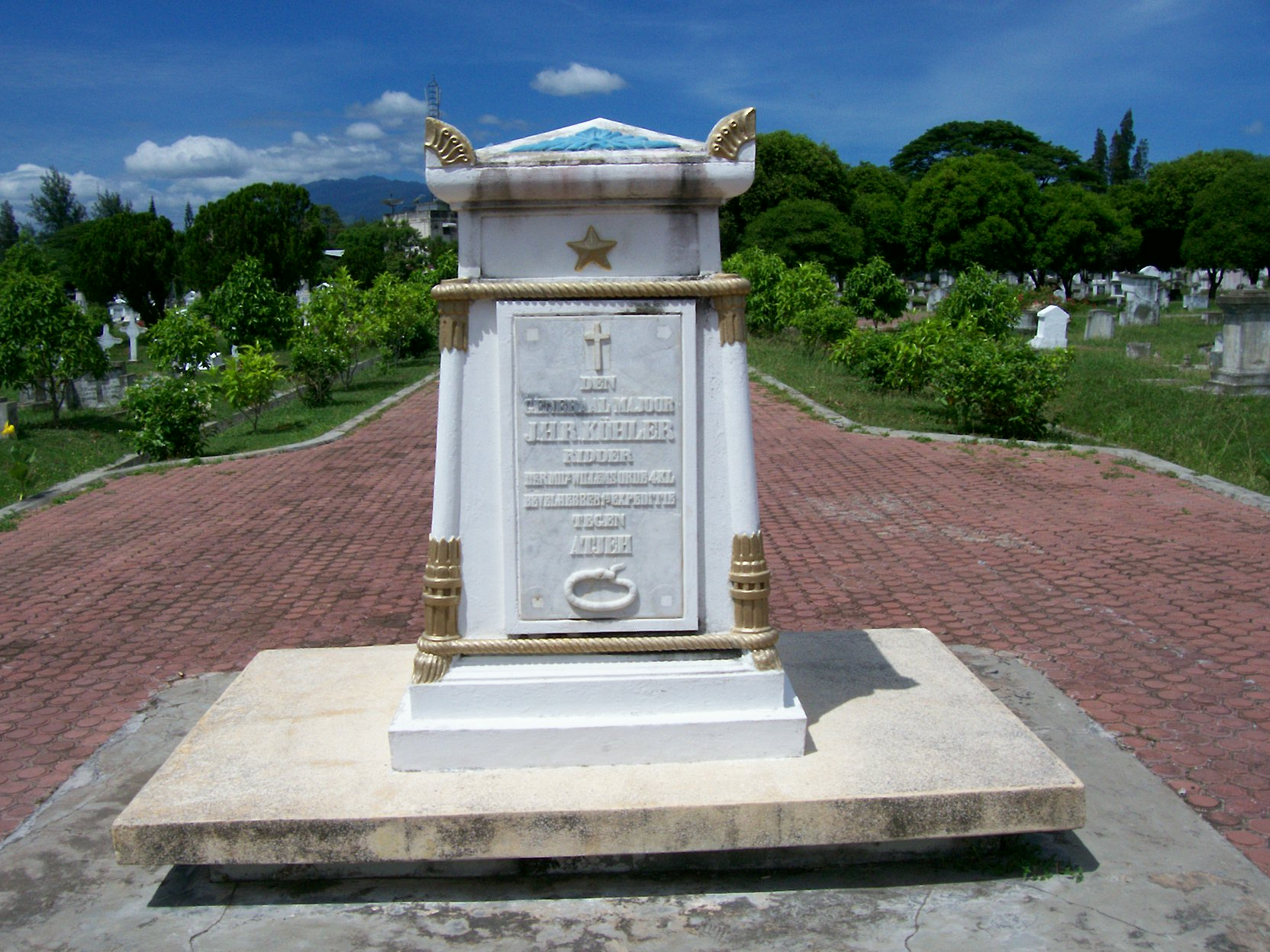
Grafmonument generaal Köhler